# Simataniari (Dolok)
Simataniari is een bestuurslaag in het regentschap Padang Lawas Utara van de provincie Noord-Sumatra, Indonesië. Simataniari telt 382 inwoners (volkstelling 2010).